# Дівчина з банку
Дівчина з банку (пол. Zbrodniarz i panna) — польський детективний фільм режисера Януша Насфетера 1963 року. Має вікове обмеження «16+». Оригінальна назва фільму «Злочинець і дівчина».

## Сюжет
Одного разу відбувається зухвале пограбування інкасаторської машини, де в живих залишається лише одна дівчина-інкасатор Малгожата. І лише вона може впізнати злочинця. Малгожата допомагає капітану міліції Яну Зентеку, своєму новому другові, у розслідуванні злочину...

## В ролях
- Ева Кшижевська — Малгожата Маковська
- Збігнєв Цибульський — капітан Ян Зєнтек
- Едмунд Феттінг — Каплинський, старший лейтенант міліції
- Петро Павловський — Рогульський
- Густав Люткевич — інженер Тадеуш Врублевський
- Адам Павліковський — Генрік Завадський
- Мечислав Мілецький — полковник
- Ігнацій Маховський — Шиманський
- Ева Вишневська — Марія Клосек
- Хелена Гроссувна — керівниця готелю